# Mistrzostwa Świata Juniorów w Biathlonie 2022
Mistrzostwa Świata Juniorów w Biathlonie 2022 – zawody sportowe w biathlonie, które odbywały się w dniach 23 lutego – 2 marca 2022 w amerykańskiej miejscowości Soldier Hollow. Podczas mistrzostw rozegranych zostało osiem konkurencji wśród juniorów oraz osiem wśród juniorów młodszych.
Była to czwarta impreza tego cyklu organizowana w USA i zarazem pierwsza odbywająca się w Soldier Hollow. 

## Klasyfikacja medalowa[1]
| Lp.                     | Kraj                    | Złoto | Srebro | Brąz | Razem |
| 1.                      | Norwegia                | 4     | 1      | 5    | 10    |
| 2.                      | Czechy                  | 3     | 0      | 1    | 4     |
| 3.                      | Niemcy                  | 2     | 5      | 5    | 12    |
| 4.                      | Włochy                  | 2     | 3      | 1    | 6     |
| 5.                      | Słowacja                | 1     | 2      | 0    | 3     |
| 6.                      | Finlandia               | 1     | 1      | 1    | 3     |
| 6.                      | Francja                 | 1     | 1      | 1    | 2     |
| 8.                      | Szwecja                 | 1     | 0      | 1    | 2     |
| 9.                      | Estonia                 | 1     | 0      | 0    | 1     |
| 10.                     | Słowenia                | 0     | 2      | 0    | 2     |
| 11.                     | Bułgaria                | 0     | 1      | 1    | 2     |
| Suma (11 reprezentacji) | Suma (11 reprezentacji) | 16    | 16     | 16   | 48    |

## Terminarz i medaliści

### Juniorzy
| Konkurencja               | Data      | Godzina   | Złoto                                                                              | Srebro                                                                 | Brąz                                                                       | Źr. |
| ------------------------- | --------- | --------- | ---------------------------------------------------------------------------------- | ---------------------------------------------------------------------- | -------------------------------------------------------------------------- | --- |
| Bieg indywidualny 15 km   | 24 lutego | 19:00 CET | Jonáš Mareček                                                                      | Vetle Paulsen                                                          | Martin Uldal                                                               |     |
| Bieg indywidualny 12,5 km | 24 lutego | 22:00 CET | Lisa Maria Spark                                                                   | Océane Michelon                                                        | Tereza Voborníková                                                         |     |
| Sprint 10 km              | 26 lutego | 19:00 CET | Martin Nevland                                                                     | Otto Invenius                                                          | Martin Uldal                                                               |     |
| Sprint 7,5 km             | 26 lutego | 22:00 CET | Tereza Voborníková                                                                 | Rebecca Passler                                                        | Lisa Maria Spark                                                           |     |
| Bieg pościgowy 12,5 km    | 27 lutego | 22:15 CET | Martin Nevland                                                                     | Błagoj Todew                                                           | Martin Uldal                                                               |     |
| Bieg pościgowy 10 km      | 27 lutego | 23:20 CET | Tereza Voborníková                                                                 | Hannah Auchentaller                                                    | Frida Dokken                                                               |     |
| Sztafeta (4 x 7,5 km)     | 2 marca   | 19:00 CET | Francja Oscar Lombardot · Rémi Broutier · Paul Fontaine · Jacques Jefferies        | Włochy Iacopo Leonesio · David Zingerle · Michele Molinari · Elia Zeni | Norwegia Mats Øverby · Martin Uldal · Jørgen Sæter · Martin Nevland        |     |
| Sztafeta (4 x 6 km)       | 2 marca   | 22:00 CET | Włochy Rebecca Passler · Linda Zingerle · Beatrice Trabucchi · Hannah Auchentaller | Niemcy Johanna Puff · Mareike Braun · Luise Müller · Lisa Maria Spark  | Francja Camille Coupé · Noémie Remonnay · Océane Michelon · Jeanne Richard |     |

### Juniorzy młodsi
| Konkurencja               | Data      | Godzina   | Złoto                                                     | Srebro                                                  | Brąz                                                           | Źr. |
| ------------------------- | --------- | --------- | --------------------------------------------------------- | ------------------------------------------------------- | -------------------------------------------------------------- | --- |
| Bieg indywidualny 12,5 km | 23 lutego | 19:00 CET | Arttu Heikkinen                                           | Jakub Borguľa                                           | Albert Engelmann                                               |     |
| Bieg indywidualny 10 km   | 23 lutego | 22:00 CET | Sara Andersson                                            | Iva Moric                                               | Selina Grotian                                                 |     |
| Sprint 7,5 km             | 25 lutego | 19:00 CET | Jakob Kulbin                                              | Jakub Borguľa                                           | Albert Engelmann                                               |     |
| Sprint 6 km               | 25 lutego | 22:00 CET | Maren Kirkeeide                                           | Lena Repinc                                             | Iva Moric                                                      |     |
| Bieg pościgowy 10 km      | 27 lutego | 19:00 CET | Jakub Borguľa                                             | Albert Engelmann                                        | Arttu Heikkinen                                                |     |
| Bieg pościgowy 7,5 km     | 27 lutego | 20:00 CET | Selina Grotian                                            | Lena Repinc                                             | Sara Andersson                                                 |     |
| Sztafeta (3 x 7,5 km)     | 1 marca   | 19:00 CET | Norwegia Stian Fedreheim · Andreas Aas · Isak Frey        | Niemcy Fabian Kaskel · Tim Nechwatal · Albert Engelmann | Włochy Marco Barale · Christoph Pircher · Nicolò Betemps       |     |
| Sztafeta (3 x 6 km)       | 1 marca   | 22:00 CET | Włochy Ilaria Scattolo · Fabiana Carpella · Sara Scattolo | Niemcy Iva Moric · Marlene Fichtner · Selina Grotian    | Bułgaria Walentina Dimitrowa · Stefani Jołowa · Łora Christowa |     |